# バカガイ科
バカガイ科（バカガイか、学名: Familia Mactridae、英: Trough shell, Duck clam）は、二枚貝綱バカガイ上科の1科である。
バカガイ、シオフキガイ、ウバガイ、ミルクイなど多くの食用種が属する。
主に浅海の砂底に生息し、ミルクイ、カモジガイなどは長い水管を伸ばす。

## 分類

### オオトリガイ亜科
- Subfamilia Lutrariinae Gray, 1853
  - 和名：オオトリガイ亜科
  - タイプ種：Lutraria Lamarck, 1799
  - 備考：オオトリガイ、カモジガイ、ミルクイ、ユキガイ など。

### バカガイ亜科
- Subfamilia Mactrinae Lamarck, 1809
  - 和名：バカガイ亜科
  - タイプ種：Mactra Linnaeus, 1767
  - 備考：アリソガイ、ウバガイ、シオフキガイ、タママキガイ、バカガイ、ホクロガイ など

### Resaniinae亜科
- Subfamilia Resaniinae Marwick, 1931
  - 和名：未確認。
  - タイプ種：Resania Gray, 1853

### Tanysiphoninae亜科
- Subfamilia Tanysiphoninae Scarlato et Starobogatov, 1971
  - 和名：未確認。
  - タイプ種：Tanysiphon Benson, 1858

### 下位分類（2000年代）
- オオトリガイ亜科 Lutrariinae - オオトリガイ、カモジガイ、ミルクイ、ユキガイ など。
- バカガイ亜科 Mactrinae - アリソガイ、ウバガイ、シオフキガイ、タママキガイ、バカガイ、ホクロガイ など。
- ヤチヨノハナガイ亜科 Pteropsellinae - ヤチヨノハナガイ など。